# Distrito Escolar Independiente de Grand Prairie
El Distrito Escolar Independiente de Grand Prairie (Grand Prairie Independent School District) es un distrito escolar de Texas. Tiene su sede en Grand Prairie. Sirve el área de la Ciudad de Grand Prairie que ubicada en el Condado de Dallas. El distrito, con una superficie de 58 millas cuadradas, tiene aproximadamente 26 000 estudiantes. GPISD el mayor empleador de la Ciudad de Grand Prairie. Tiene aproximadamente 3.372 empleados, incluyendo más de 2.100 miembros del personal de instrucción.